# Аничков, Сергей Иванович
Серге́й Ива́нович Ани́чков (ок. 1731 (по другим источникам, 1733) — 1802, Уфа) — уфимский дворянин, депутат Уложенной комиссии 1767-69. Надворный советник (1782). Из рода Аничковых.

## Биография
Башкирская ветвь династии Аничковых прослеживается с середины XVI века.
Самым известным прямым предком этой ветви рода считается Фирс Аничков, служивший воеводой на Уфе при царе Алексее Михайловиче. Его потомки владели поместьями в Уфимской и Оренбургской губерниях.
Сергей Иванович Аничков служил в армии с 1747 по 1766 годы, вышел в отставку в звании секунд-майора. Предлагал установить обязательный 12-летний срок службы для дворянства. Выступал за расширение землепользования дворян, сокращение налогов, возмещение убытков, понесенных дворянами в ходе Крестьянской войны 1773—75 годов.
С 1773 года — заместитель воеводы Уфимской провинции. Вел следствие по делу Салавата Юлаева. В 1780-е гг. служил в Уфимской казенной палате.

## Дружба с Аксаковым
Дома Аничкова и Аксаковых находились напротив друг друга, и Сергей Иванович был частым гостем в семье будущего писателя Сергея Тимофеевича Аксакова. Существует мнение, что Аничков оказал серьезное влияние на духовное развитие маленького Сережи Аксакова.
С. Т. Аксаков не раз упоминает о нем в своих сочинениях («Семейная хроника», «Детские годы Багрова-внука»):

Против нашего дома жил в собственном же доме С. И. Аничков, старый, богатый холостяк, слывший очень умным и даже ученым человеком; это мнение поддерживалось тем, что он был когда-то послан депутатом от Оренбургского края в известную комиссию, собранную Екатериною Второй для рассмотрения существующих законов…

Старый депутат, будучи просвещённее других, естественно был покровителем всякой любознательности. Аничков, расспросив хорошенько, что я читал, как понимаю прочитанное и что помню, остался очень доволен; велел подать связку книг и подарил мне… о счастье! «Детское чтение для сердца и разума», изданное безденежно при «Московских ведомостях» Н. И. Новиковым.

## Благотворительность
Имя Сергея Ивановича Аничкова связано и с историей Успенской церкви — красивейшим храмом старой Уфы. Благодаря его усилиям удалось сохранить часть упраздненного в 1764 году Успенского мужского монастыря — деревянную церковь Успения Божией Матери. Этот намоленный храм, разобраный по бревнышку, был перенесен с Усольской горы на нынешнюю улицу Коммунистическую (ранее, по названию церкви, именовавшуюся Большая Успенская).
Уж после смерти Аничкова на месте старой деревянной церкви был возведен каменный Успенский храм — гордость уфимской архитектуры. В 30-е годы XX века он был уничтожен.
Возрождение памяти храма и одноименной улицы сейчас можно наблюдать в историческом квартале «На Успенской» — специально созданной зоне топонимической реконструкции центра дореволюционной Уфы.
В честь Сергея Ивановича Аничкова в историческом квартале «На Успенской» названа Аничкова аллея.